# Henry Tosseng
Henry Tosseng (* 25. November 1900 in Consthum; † Januar 1972 in Mexiko) war ein luxemburgischer Radrennfahrer und nationaler Meister im Radsport.

## Sportliche Laufbahn
Tosseng war im Straßenradsport und im Querfeldeinrennen (heutige Bezeichnung Cyclocross) aktiv. 1926 gewann er bei den Unabhängigen die nationale Meisterschaft im Querfeldeinrennen.
1927 bestritt er die Tour de France mit seinem Landsmann Charles Krier als Einzelfahrer. Er schied bereits auf der 1. Etappe mit 34 weiteren Fahrern aus. Die Tour gewann sein Landsmann Nicolas Frantz, der im Radsportteam Alcyon–Dunlop gestartet war.